# ダロン・ハーゲン

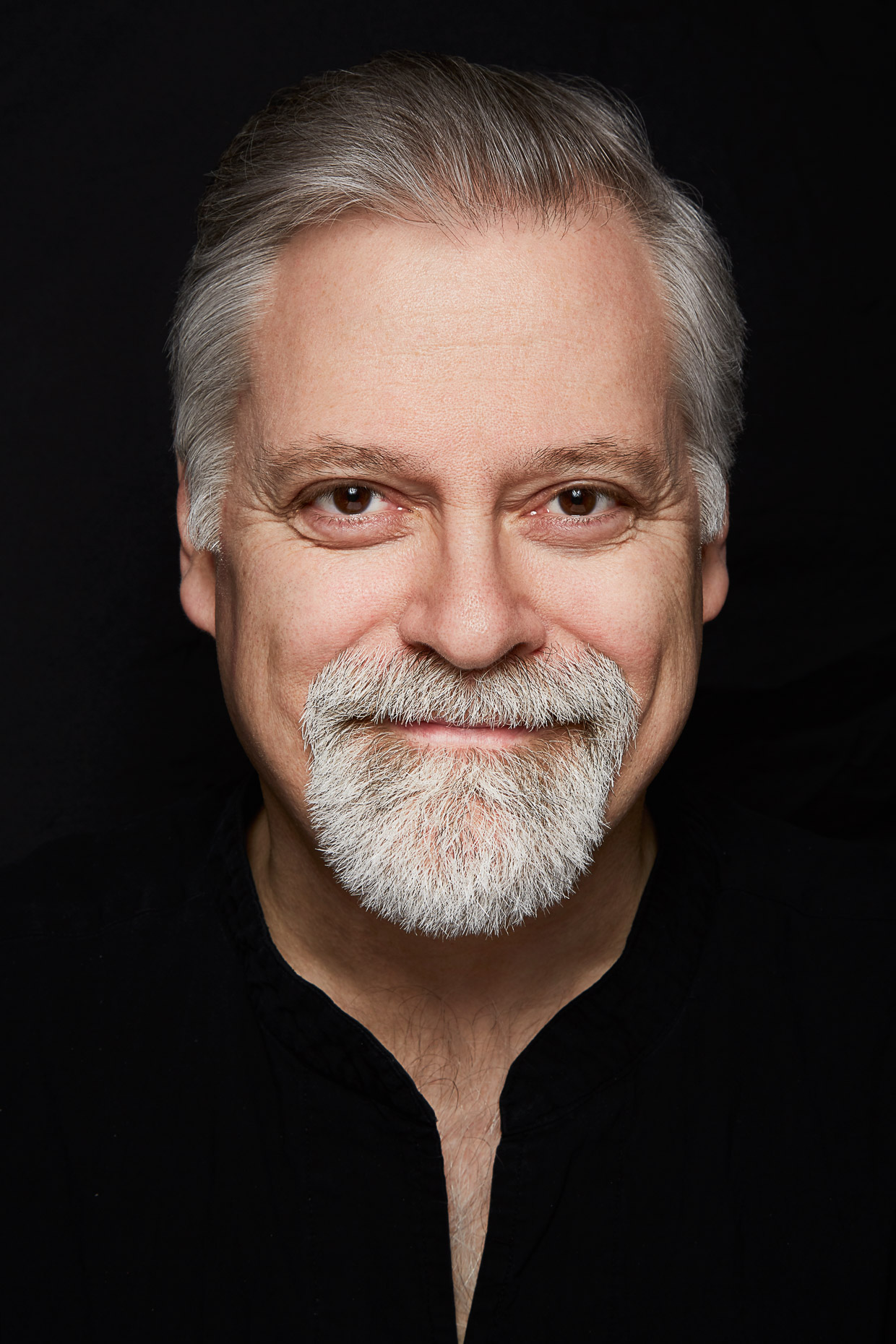
ダロン・ハーゲン

ダロン・アリック・ハーゲン（Daron Aric Hagen; [ˈhɑːɡən] HAH-gən ;  1961年11月4日 - ）は、アメリカ合衆国の作曲家。

## 概要
ウィスコンシン州ミルウォーキー生まれ。フィラデルフィアのカーティス音楽院にてネッド・ローレムより作曲を師事。ルーカス・フォスの個人レッスンも同時に受ける。その後、当時アメリカ音楽界の大御所となっていたレナード・バーンスタインの熱心な勧めもあり、ニューヨークのジュリアード音楽院に入学、デイヴィッド・ダイアモンドらに作曲を師事した。オペラをライフワークとしているが、管弦楽・室内楽・吹奏楽と作品のジャンルは幅広く、アメリカにおけるトップの演奏団体からの委嘱を受けている。親日家であり、邦楽器を用いたり、日本の古典に題材をとった作品も発売されている。 

## 作品
ハーゲンの音楽は基本的に調性を感じさせる。心理描写のためにセリエル音楽や複調といった20世紀のクラシック音楽の手法が土台にあるものの、ジャズ、ブロードウェイ、ラテン音楽、イタリアのヴェリズモオペラ、ソフトロックなどの影響も散見される、折衷的なスタイルである。
ハーゲンが最初に注目された作品は、フィラデルフィア管弦楽団によって1981年に初演された「平和のための祈り(Prayer for Peace)」であり、同楽団によって初演された作曲家としてはサミュエル・バーバー以来最年少であった。他にも、ニューヨーク・フィルハーモニックより150周年の記念作品「フィルハーモニア(Philharmonia)」を委嘱されている。
これまで、10作以上のオペラ、5つの交響曲、7つの協奏曲、300曲以上の歌曲など、多くの作品を発表しており、主要作品はナクソスやソニークラシカルなどのメジャーレーベルから録音が発売されている。